# Cmentarz mariawicki w Zdunach
Cmentarz mariawicki w Zdunach – cmentarz Kościoła Starokatolickiego Mariawitów położony we wsi Zduny, na terenie parafii Kościoła Starokatolickiego Mariawitów w Łowiczu. Cmentarz mariawicki w Zdunach wpisany jest do rejestru zabytków Narodowego Instytutu Dziedzictwa nr rej.: 923-A z 1992-12-21. 
Cmentarz został założony na początku XX wieku i jego historia łączy się z parafią mariawicką w Łowiczu. Parafia ta została założona w 1908, wtedy liczyła 250 wiernych, a przewodniczył jej ks. Stanisław Siedlecki. Wyznawcy wznieśli kościół w 1910 roku przy ówczesnej ul. Glinki (dziś Al. Henryka Sienkiewicza i róg ul. Akademickiej) według planów Jana Zaze. Wieść o mariawitach rozniosła się po okolicznych miejscowościach, także w Zdunach część ludności przeszła do Kościoła Mariawitów, czego pamiątką była organizacja oddzielnego cmentarza wyznaniowego.